# 2G
2G (sau 2-G) este o prescurtare uzuală pentru tehnologia de telefonie fără fir / mobilă de a doua generație. Un exemplu clasic îl constituie rețelele de tip GSM.
Principalul element care diferențiază aceste sisteme de telefonie mobilă de cele din generația anterioară (denumite 1G) este faptul că semnalele radio din rețelele 1G sunt analogice, pe când sistemele 2G sunt complet digitalizate. De menționat că ambele sisteme utilizează tehnologia digitală de semnalizare pentru a conecta turnurile/antenele radio care captează semnalele telefoanelor portabile și le conectează la rețeaua telefonică fixă. 